# Catherine Mikhaïlovna de Russie
Pour les articles homonymes, voir Catherine de Russie.
Catherine Mikhaïlovna de Russie, en russe : Ekaterina Mikhaïlovna - Екатерина Михайловна, né le 28 août 1827 à Saint-Pétersbourg et morte le 12 mai 1894 à Saint-Pétersbourg est une grande-duchesse de Russie qui devint par son mariage duchesse de Mecklembourg-Strelitz.

## Famille
Catherine est la troisième fille du grand-duc Mikhaïl Pavlovitch de Russie et de son épouse Charlotte de Wurtemberg (Hélène Pavlovna).

### Mariage
Le 6 février 1851, la grande-duchesse Catherine Mikhaïlovna de Russie épouse à Saint-Pétersbourg le duc Georges-Auguste de Mecklembourg-Strelitz, fils cadet du grand-duc Georges de Mecklembourg-Strelitz et de son épouse la princesse Marie-Wilhelmine de Hesse-Cassel.
Quatre enfants naquirent de cette union :
- Nicolas de Mecklenburg-Strelitz (1854);
- Elena de Mecklembourg-Strelitz (1857-1936) elle épousa le prince Albert de Saxe-Altenburg;
- Georges Alexandre de Meklembourg-Strelitz : (1859-1909), il épousa morganatiquement Natalia Fiodorovna Vonliarskoya, de cette union naquit Georges-Alexandre de Mecklembourg-Strelitz chef de la Maison grand-ducale en 1936;
- Michael Karl de Meklembourg-Strelitz : (1863-1934), il renonça à la succession[1].

## Biographie
La grande-duchesse Hélène, mère de la grande-duchesse Catherine éduque sa fille dans une stricte discipline, dirigeant elle-même son éducation. L'enseignement prodigué à la jeune grande-duchesse est essentiellement axé sur les langues étrangères, le chant et le dessin. La grande-duchesse perd quatre de ses sœurs : les grandes-duchesses Élisabeth décédée en 1845, Marie Mikhaïlovna décédée en 1846, Anne Mikhaïlovna décédée en 1839 et Alexandra Mikhaïlovna décédée en 1832. Sa mère reporte donc toute son affection sur sa fille.
En 1849, le grand-duc Michel décéda subitement et un an plus tard, en 1850, la grande-duchesse Catherine fut fiancée au duc Georges-Auguste de Mekcklembourg-Strelitz, cousin de l'impératrice Alexandra Fiodorovna, l'épouse du tsar Nicolas Ier.

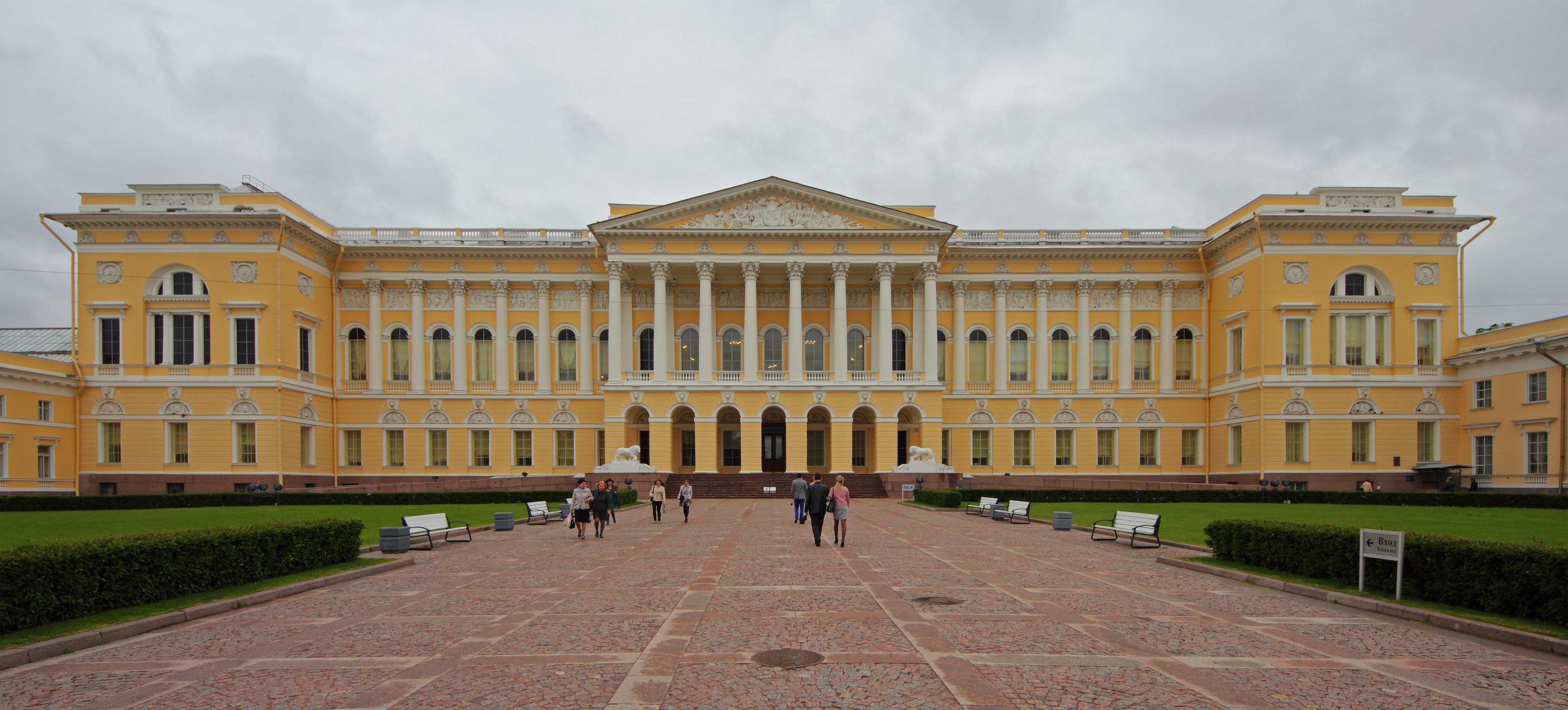
Le palais Michel de Saint-Pétersbourg construit par l'architecte Carlo Rossi (1775-1849)

Le mariage est célébré le 6 février 1851 à Saint-Pétersbourg. Le jeune couple s'installe au palais Michel (aujourd'hui Musée Russe) construit dans le centre de Saint-Pétersbourg. Le jeune ménage vit avec la grande-duchesse Hélène Pavlovna. Au grand dam de la grande-duchesse Catherine, les relations entre sa mère et son époux ne sont pas excellentes, mais cependant le couple vit heureux.
Catherine Mikhaïlovna s'occupe activement d'associations de bienfaisance, succédant en cela à sa mère qui dirigea plusieurs organismes. Souvent l'été, le palais d'Oranienbaum est utilisé comme une sorte de village de vacances destiné aux enfants malades transportés de l'hôpital de Saint-Pétersbourg au palais. Elle achève la construction d'une clinique (aujourd'hui institut de formation médicale). La duchesse De Mecklembourg-Strelitz encourage l'éducation des femmes russes. Les œuvres de bienfaisance de la duchesse ne se limitent pas à Saint-Pétersbourg, car elle fait également construire à Tachkent une école pour jeunes filles; elle établit à Novgorod une antenne de la Croix-Rouge russe. Elle est membre d'honneur de la Société musicale russe avec son mari.
Petite-fille de Paul Ier de Russie, Catherine Mikhaïlovna n'oublie jamais son rang, étant très attentive au respect de ses prérogatives.
Sa mère, la grande-duchesse Hélène décède le 22 janvier 1873, et elle hérite du palais Michel construit pour son père en 1822.
Le 8 juin 1876, le duc Georges-Auguste de Mecklembourg-Strelitz décède subitement. Pendant ces années de veuvage, la duchesse connaît bien des vicissitudes avec ses enfants: elle doit par exemple faire face à divers procès les impliquant. L'acte le plus grave fut le mariage morganatique de son fils aîné, le duc Georges de Mecklembourg-Strelitz avec Natalia Fiodorovna Vonlyarskoïa. La petite-fille de l'empereur Paul Ier possédant des idées conservatrices, il lui fut très difficile d'accepter un mariage inégal, mais elle y consent finalement.

## Décès et inhumation
Le 30 avril 1894, la duchesse de Mecklembourg-Strelitz meurt à Saint-Pétersbourg. Ses funérailles sont solennelles, son corbillard est suivi par Alexandre III et sa suite, les hauts dignitaires, des représentants de Maisons royales étrangères (y compris l'héritier du trône Adolphe-Frédéric V de Mecklembourg-Strelitz neveu de son époux).
Selon ses dernières volontés, le palais Michel et celui d'Oranienbaum sont légués à son fils, le duc Mikhaïl Gueorguievitch de Mecklembourg-Strelitz et sa fille, la duchesse Hélène Gueorguievna. Quant au prince Georges de Mecklembourg-Strelitz, pour son non-respect des lois régissant la famille impériale, il est privé de tout héritage.

## Sources
- (ru) Cet article est partiellement ou en totalité issu de l’article de Wikipédia en russe intitulé « Екатерина Михайловна » (voir la liste des auteurs).
- A. Danilov, Les Romanov : l'histoire de la dynastie, OLMA-Press, 2004
- M. Eksmo, Chronique biographiques, 2007